# Radionovel·la
Una radionovel·la és un tipus de producció artística que s'emet via ràdio i que es va començar a crear a principis del segle xx. Una de les radionovel·les o radioteatre més destacades és quan Orson Welles fa fer un muntatge llegint La guerra dels mons per la ràdio.